# Station Maldegem
Station Maldegem is een voormalig spoorwegstation langs de oude spoorlijn 58 (Maldegem–Eeklo) in de gemeente Maldegem.
Het station werd gebouwd bij de opening van de lijn in 1862. In 1923 werd het station uitgebreid met de rechtse aanbouw en in 1931 werd nog een dienstgebouw rechts van het station gebouwd. In 1934 werd nog een nieuwe goederenloods gebouwd.
Nadat de NMBS de sectie sloot, is het witgeschilderde station in 1990 eigendom geworden van de vereniging Stoomtrein Maldegem-Eeklo, die de gebouwen en de site tegenwoordig gebruikt als depot en basis. Jaarlijks wordt op de stationssite het Stoomfestival gehouden.
In 2008 verrees een nieuwe materieelloods op de site.
Door de twee spoorbreedten is de stationssite uniek: nergens anders in België baat één vereniging op één site twee spoorbreedten uit.
Sinds 2004 is het station beschermd als monument.

## Treindienst
| Serie | Treinsoort        | Route                          | Bijzonderheden                             |
| ----- | ----------------- | ------------------------------ | ------------------------------------------ |
| EXT   | Museumtrein (SME) | Maldegem – Balgerhoeke – Eeklo | Rijdt alleen tijdens speciale gelegenheden |

0,0: Gent-Sint-Pieters ·
1,3: Gentbrugge-Zuid ·
2,0: Gentbrugge ·
3,1: Gent-Heirnis ·
4,0: Gent-Dampoort ·
6,1: Gent-Muide ·
8,4: Wondelgem ·
9,1: Molenheide ·
10,9: Evergem ·
14,0: Sleidinge ·
16,0: Eeksken ·
17,8: Arisdonk ·
18,8: Waarschoot ·
22,7: Eeklo ·
23,9: Boelare ·
27,8: Balgerhoeke ·
29,9: Adegem ·
32,7: Maldegem ·
37,1: Donk ·
41,6: Sijsele ·
45,7: Assebroek ·
48,3: Steenbrugge ·
51,4: Brugge